# Rio Caxias
Rio Caxias (portugisiska: Rio Coxias) är ett vattendrag i Brasilien.   Det ligger i delstaten Maranhão, i den nordöstra delen av landet, 1 600 km norr om huvudstaden Brasília.
I omgivningarna runt Rio Caxias växer i huvudsak städsegrön lövskog. Runt Rio Caxias är det mycket glesbefolkat, med 7 invånare per kvadratkilometer.